# Cryptolepas rhachianecti
Cryptolepas rhachianecti és un crustaci cirríped ectoparàsit que viu associat a la pell de la balena grisa i algunes altres espècies de balena com la balena geperuda.

## Descripció
Té una mida màxima d'uns 5 o 6 cm. La conquilla és ovoide i generalment comprimida o incrustada a la pell de les balenes que habita. La cavitat del seu cos està envoltada per uns trenta radis els quals projecta sobre la pell de la balena. La boca també és ovoide. L'opercle és un forta membrana que cobreix la boca per on surten els cirris. El color de la conquilla és blanc allà on està erosionada, la membrana opercular és de color groc sofre. Cryptolepas rhachianecti habita incrustat a la pell de la balena, generalment al cap i sota les aletes.
En anglès rep el nom comú de Gray Whale Barnacle (peu de cabra -o mordassa- de balena grisa).

## Galeria

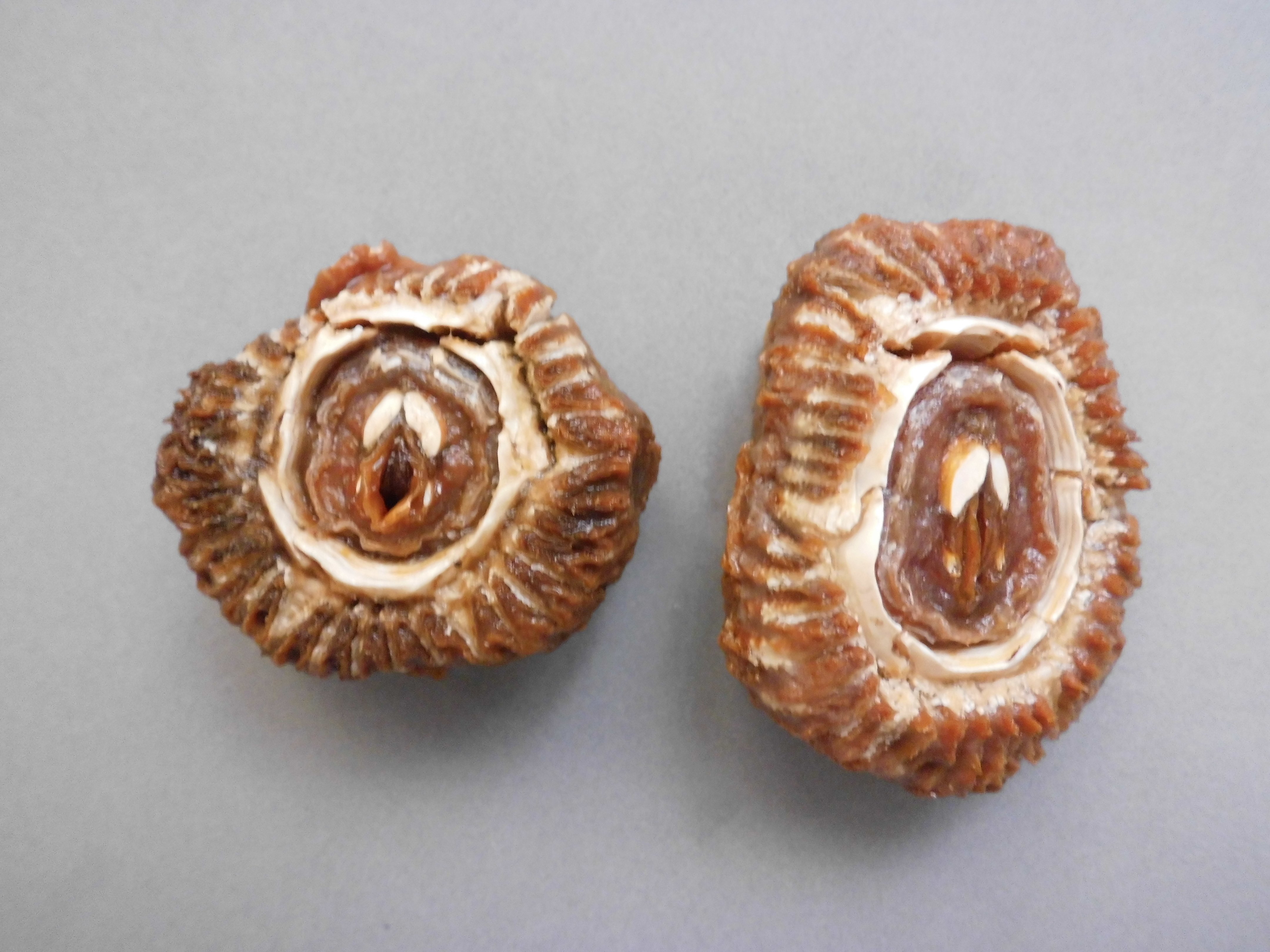
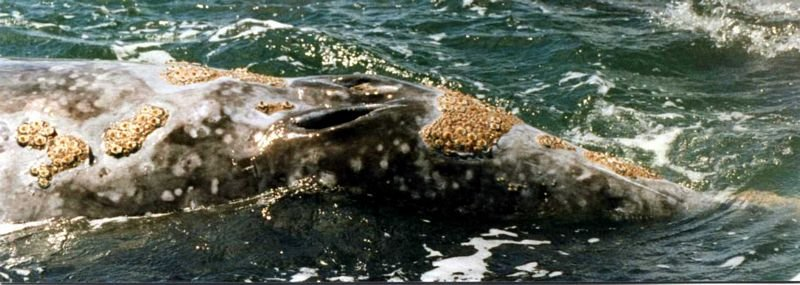